# Зелёный Гай (Софиевский район)
Зелёный Гай (укр. Зелений Гай) — село,
Девладовский сельский совет,
Софиевский район,
Днепропетровская область,
Украина.
Код КОАТУУ — 1225282507. Население по переписи 2001 года составляло 144 человека .

## Географическое положение
Село Зелёный Гай примыкает к посёлку Девладово.
По селу протекает пересыхающий ручей с запрудой.
Рядом проходят автомобильная дорога Т-0419 и
железная дорога, станция Девладово в 1-м км.